# Baiyun Guan

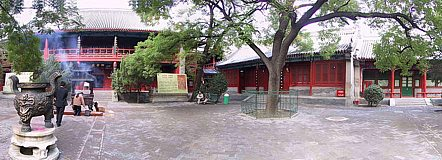
Baiyun Guan (Tempel der Weißen Wolken)

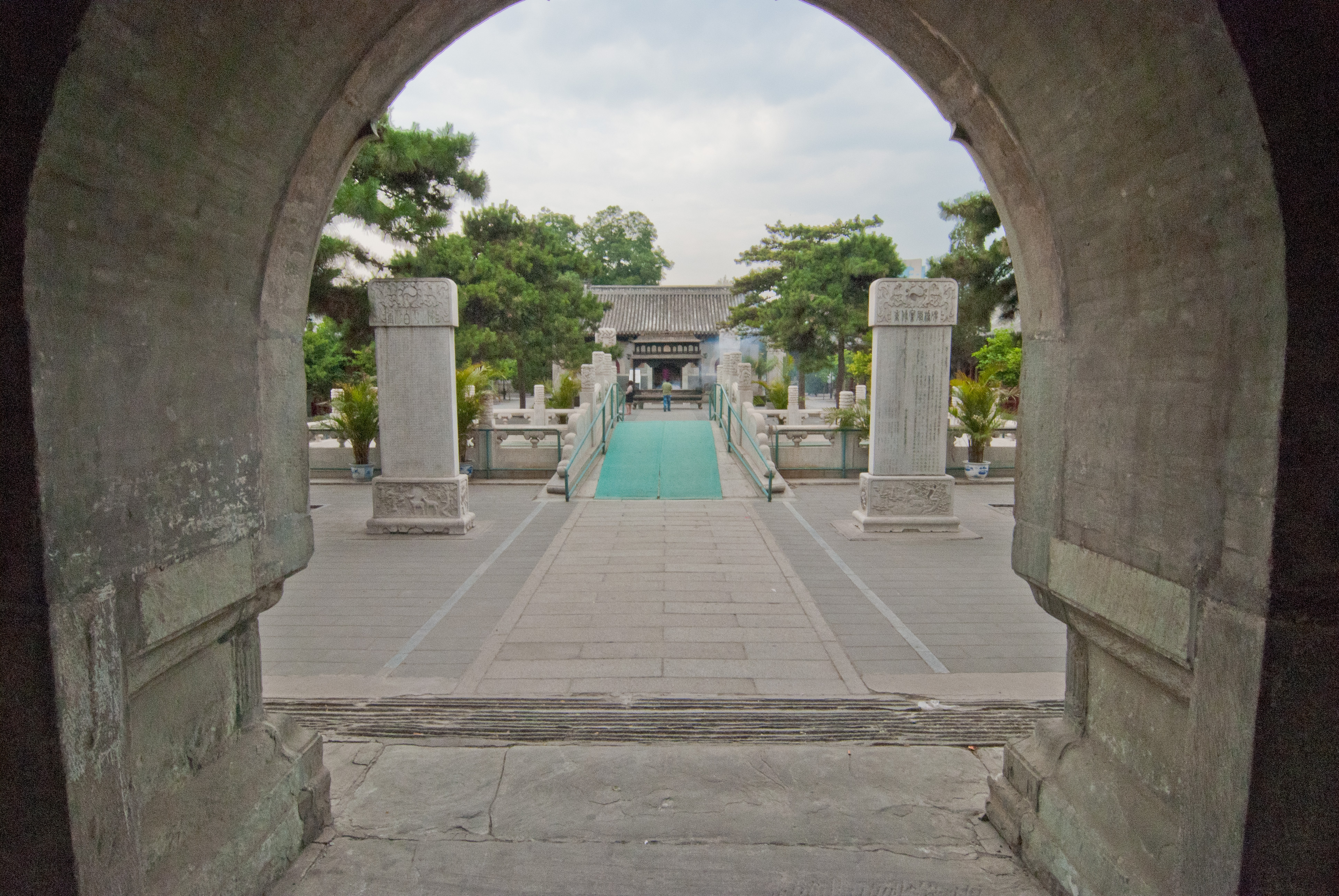
Tempel der Weißen Wolken

Der Pekinger Baiyun Guan (chinesisch 北京白云观, Pinyin Běijīng Báiyún Guàn, W.-G. Pai-yün Kuan, englisch White Cloud Temple – „Tempel der Weißen Wolken“) ist ein daoistischer Tempel. Er ist Sitz der Chinesischen Daoistischen Gesellschaft (chinesisch 中国道教学会, Pinyin Zhōngguó Dàojiào Xuéhuì) und der Chinesischen Daoistischen Akademie (chinesisch 中国道学院, Pinyin Zhōngguó Dàoxué Yuàn).
Qiu Chuji lebte hier lange Zeit und wurde hier beerdigt. Der Tempel ist der Hauptsitz der daoistischen Quanzhen-Schule (chinesisch 全真道, Pinyin Quánzhēn Dào).
Er steht seit 2001 auf der Liste der Denkmäler der Volksrepublik China (5-199).